# Chad Gable
Charles Edward Betts, meglio conosciuto con il ring name Chad Gable (St. Michael, 8 marzo 1986), è un wrestler ed ex lottatore statunitense sotto contratto con la WWE. Sempre nella WWE interpreta anche il luchador mascherato El Grande Americano.
In WWE ha detenuto una volta l'NXT Tag Team Championship insieme a Jason Jordan, una volta lo SmackDown Tag Team Championship (con Jason Jordan), due volte il Raw Tag Team Championship (con Bobby Roode e Otis) e una volta il WWE Speed Championship.

## Carriera nella lotta libera
Charles Betts è stato campione nazionale di lotta libera dello stato del Minnesota durante il periodo liceale.
Il 20 aprile 2012 ha sconfitto Jordan Holm nella finale delle qualificazioni statunitensi ai Giochi olimpici di Londra, nella categoria riservata agli atleti di 84 kg. Alle Olimpiadi ha battuto il micronesiano Keitani Graham negli ottavi di finale, ma è stato successivamente eliminato dal cubano Pablo Shorey ai quarti.

## Carriera nel wrestling

### WWE (2013–presente)
Nel novembre del 2013 Charles Betts annunciò di aver firmato un contratto di sviluppo con la WWE e di essere stato inviato al Performance Center per ricevere ulteriore allenamento.

#### American Alpha (2014–2017)
Il 5 settembre 2014 fece il suo esordio ad NXT, con il ring-name di Chad Gable, durante un live-event svoltosi a Cocoa Beach, sconfiggendo facilmente Troy McClain. Il suo debutto televisivo avvenne nella puntata dell'8 gennaio 2015, dove venne sconfitto da Tyler Breeze. A partire dal maggio del 2015, cercò di convincere Jason Jordan a formare una coppia dopo che lo stesso Jordan si era separato da Tye Dillinger.
Dopo circa due mesi Jordan finalmente accettò le proposte insistenti di Gable. Nell'episodio di NXT del 15 luglio, Gable e Jordan debuttarono come team sconfiggendo la coppia formata da Elias Samson e Steve Cutler. Il 2 settembre, Gable e Jordan parteciparono al primo turno del Dusty Rhodes Tag Team Classic, sconfiggendo il ben più quotato duo Neville e Solomon Crowe. Sebbene fossero heel, Gable e Jordan ottennero sempre più l'affetto del pubblico grazie alle doti tecniche e atletiche e, soprattutto, grazie al carisma sempre più ammaliante di Chad. Durante la semifinale del torneo, il pubblico di NXT si schierò totalmente dalla parte della giovane coppia. Vennero poi sconfitti da Baron Corbin e Rhyno ed eliminati dal torneo. Nella puntata del 20 gennaio di NXT Gable e Jordan, durante una vignetta filmata durante il tour WWE in India, annunciarono il nome del loro tag team: American Alpha. Durante la puntata di NXT del 3 marzo 2016 gli American Alpha sconfissero i Vaudevillains diventando gli sfidanti all'NXT Tag Team Championship. Gli American Alpha affrontarono poi i campioni di coppia, i Revival, il 1º aprile 2016 a NXT TakeOver: Dallas e vinsero i titoli di coppia. Durante NXT TakeOver: The End dell'8 giugno 2016, però, gli American Alpha persero le cinture contro i Revival dopo 68 giorni di regno.
Con la Draft Lottery del 19 luglio, Gable e Jordan vennero promossi nel roster principale e trasferiti nel roster di SmackDown. Debuttarono nel main roster nella puntata di SmackDown del 2 agosto sconfiggendo i Vaudevillains. Nella puntata di SmackDown del 9 agosto Gable e Jordan sconfiggono facilmente Mikey O'Shea e Mike Vega, due jobber locali. Il 21 agosto, nel Kick-off di SummerSlam, gli American Alpha, gli Hype Bros e gli Usos sconfissero i Vaudevillains, i Breezango e gli Ascension. Nella puntata di SmackDown del 23 agosto venne annunciato lo SmackDown Tag Team Championship, nuovo titolo di coppia dello show, e, per questo motivo, venne indetto un torneo per decretare i due team che si sarebbero affrontati l'11 settembre a Backlash per l'alloro di coppia. Quella stessa sera, gli American Alpha affrontarono e sconfissero i Breezango nei quarti di finale. Nella puntata di SmackDown del 6 settembre gli American Alpha sconfissero gli Usos in ventotto secondi, qualificandosi per la finale; tuttavia gli Usos effettuarono un turn heel attaccando brutalmente Gable, infortunandolo (kayfabe). Questo fece sì che gli American Alpha venissero costretti a lasciare il torneo e il posto vacante per la finale sarebbe assegnato al vincitore del match tra gli Usos e gli Hype Bros (altri semifinalisti). Nella puntata di SmackDown del 20 settembre gli American Alpha, nonostante l'infortunato Gable, affrontarono gli Usos per decretare gli sfidanti allo SmackDown Tag Team Championship di Heath Slater e Rhyno ma vennero sconfitti. Il 9 ottobre, nel Kick-off di No Mercy, gli American Alpha e gli Hype Bros sconfissero gli Ascension e i Vaudevillains. Nella puntata di SmackDown del 1º novembre gli American Alpha sconfissero Kenny e Mikey della Spirit Squad, entrando a far parte del Team SmackDown per Survivor Series. Il 20 novembre, a Survivor Series, gli American Alpha parteciparono al 10-on-10 Traditional Survivor Series Tag Team Elimination match come parte del Team SmackDown contro il Team Raw ma vennero eliminati. Nella puntata di SmackDown del 22 novembre gli American Alpha vinsero un Tag Team Turmoil match per decretare gli sfidanti allo SmackDown Tag Team Championship di Heath Slater e Rhyno (che includeva anche gli Ascension, i Breezango, gli Hype Bros e i Vaudevillains) eliminando per ultimi gli Usos ma, nel finale, sono stati minacciati da Bray Wyatt e Randy Orton della Wyatt Family. Nella puntata di SmackDown del 29 novembre gli American Alpha, infatti, vennero sconfitti da Wyatt e Orton, i quali sono diventati gli sfidanti allo SmackDown Tag Team Championship. Il 4 dicembre, nel Kick-off di TLC: Tables, Ladders & Chairs, gli American Alpha, gli Hype Bros e Apollo Crews sconfissero gli Ascension, i Vaudevillains e Curt Hawkins. Nella puntata di SmackDown del 13 dicembre gli American Alpha parteciparono ad una Battle Royal per decretare gli sfidanti allo SmackDown Tag Team Championship che comprendeva anche gli Ascension, i Breezango, Heath Slater e Rhyno, gli Hype Bros e i Vaudevillains ma vennero eliminati. Nella puntata di SmackDown del 27 dicembre gli American Alpha vinsero un Four Corners Elimination match per lo SmackDown Tag Team Championship che includeva anche gli Usos, Heath Slater e Rhyno e Luke Harper e Randy Orton della Wyatt Family (i campioni), vincendo per la prima volta i titoli. Nella puntata di SmackDown del 10 gennaio gli American Alpha difesero con successo i titoli di coppia contro Wyatt e Orton della Wyatt Family. Il 12 febbraio, a Elimination Chamber, gli American Alpha difesero le cinture in un Tag Team Turmoil match che includeva anche gli Ascension, i Breezango, Heath Slater e Rhyno, gli Usos e i Vaudevillains. Nella puntata di SmackDown del 21 marzo gli American Alpha persero i titoli contro gli Usos dopo 84 giorni di regno. Il 2 aprile, nel Kick-off di WrestleMania 33, Gable partecipò all'annuale André the Giant Memorial Battle Royal ma venne eliminato. Nella puntata di SmackDown dell'11 aprile gli American Alpha affrontarono gli Usos nella rivincita per lo SmackDown Tag Team Championship ma vennero sconfitti.

#### Alleanza con Shelton Benjamin (2017–2018)
Nella puntata di SmackDown del 20 giugno Gable rispose alla Open Challenge di Kevin Owens per lo United States Championship, venendo tuttavia sconfitto. Il 4 luglio, a SmackDown, Gable venne sconfitto da AJ Styles, fallendo dunque nell'opportunità di inserirsi nella Independence Day Battle Royal per determinare lo sfidante allo United States Championship di Owens. Successivamente, Gable annunciò di voler continuare la sua carriera da singolo nel wrestling, mentre Jason Jordan passò o a Raw per ricongiungersi con suo padre (kayfabe) Kurt Angle (General Manager di Raw), segnando di fatto la fine degli American Alpha. Nella puntata di SmackDown del 29 agosto Gable e il rientrante Shelton Benjamin si allearono e sconfissero gli Ascension. L'8 ottobre, nel Kick-off di Hell in a Cell, Gable e Benjamin sconfissero gli Hype Bros. Nella puntata di SmackDown del 10 ottobre Gable e Benjamin vinsero un Fatal 4-Way match che comprendeva anche gli Ascension, i Breezango e gli Hype Bros, diventando gli sfidanti allo SmackDown Tag Team Championship degli Usos. Nella puntata di SmackDown del 7 novembre Gable e Benjamin sconfissero gli Usos per count-out ma questi ultimi mantennero comunque lo SmackDown Tag Team Championship. Il 17 dicembre, a Clash of Champions, Benjamin e Gable parteciparono ad un Fatal 4-Way Tag Team match per lo SmackDown Tag Team Championship che includeva anche il Big E e Kofi Kingston, Aiden English e Rusev e i campioni, gli Usos, ma il match venne vinto da questi ultimi. Nella puntata di SmackDown del 26 dicembre Benjamin e Gable sconfisse il New Day (Big E e Xavier Woods) e Aiden English e Rusev in un Triple Threat Tag Team match, diventando gli sfidanti allo SmackDown Tag Team Championship degli Usos. Nella puntata di SmackDown del 2 gennaio 2018 Benjamin e Gable affrontarono nuovamente gli Usos per lo SmackDown Tag Team Championship ma vennero sconfitti (anche se inizialmente avevano vinto l'incontro ma l'arbitro lo aveva fatto ripartire poco dopo). Il 28 gennaio, alla Royal Rumble, Benjamin e Gable affrontarono ancora una volta gli Usos in un 2-out-of-3 Falls match per lo SmackDown Tag Team Championship ma vennero sconfitti per 2-0. Nella puntata di SmackDown del 20 febbraio Benjamin e Gable vennero sconfitti da Big E e Xavier Woods del New Day, fallendo nell'opportunità di affrontare gli Usos per lo SmackDown Tag Team Championship a Fastlane. L'11 marzo, nel Kick-off di Fastlane, Gable, Benjamin e Mojo Rawley vennero sconfitti dai Breezango e Tye Dillinger. L'8 aprile, nel Kick-off di WrestleMania 34, Gable partecipò all'annuale André the Giant Memorial Battle Royal ma venne eliminato da Kane.

#### Alleanza con Bobby Roode (2018–2019)
Con lo Shake-up del 16 aprile 2018 Gable passò al roster di Raw, segnando di fatto la fine del tag team con Shelton Benjamin. Il 27 aprile, a Greatest Royal Rumble, Gable partecipò al Royal Rumble match a 50 uomini entrando col numero 27 ma venne eliminato da Apollo Crews. Dalla puntata di Raw del 3 settembre Gable iniziò a far coppia con Bobby Roode, e solo due mesi dopo i due ebbero un'opportunità titolata al Raw Tag Team Championship degli AOP dopo averli sconfitti nella puntata di Raw del 19 novembre. Nella puntata di Raw del 10 dicembre Gable e Roode sconfissero gli AOP e Drake Maverick in un 3-on-2 Handicap match, vincendo il Raw Tag Team Championship per la prima volta. Nella puntata di Raw del 24 dicembre Gable e Roode difesero con successo i titoli contro i Revival. Nella puntata di Raw del 7 gennaio 2019 Gable e Roode difesero nuovamente con successo i titoli contro i Revival in un Lumberjack match nonostante uno schienamento non legale. Nella puntata di Raw del 21 gennaio Gable e Roode digesto nuovamente le cinture per la terza volta contro i Revival in un match arbitrato da Curt Hawkins. Il 27 gennaio, nel Kick-off della Royal Rumble, Gable e Roode sconfissero la coppia formata da Rezar e Scott Dawson in un match non titolato. Nella puntata di Raw dell'11 febbraio Roode e Gable persero poi i titoli contro i Revival dopo 63 giorni di regno. Il 10 marzo, a Fastlane, Gable e Roode parteciparono ad un Triple Threat Tag Team match per il Raw Tag Team Championship che includeva anche i campioni, i Revival, e Aleister Black e Ricochet ma il match venne vinto dai Revival. Il 7 aprile, nel Kick-off di WrestleMania 35, Gable partecipò all'André the Giant Memorial Battle Royal ma venne eliminato da Andrade.

#### Shorty G (2019–2020)
Con lo Shake-up del 16 aprile 2019 Gable passò al roster di SmackDown, segnando dunque la fine della sua alleanza con Bobby Roode, tornando un face. Tuttavia, Gable non apparve mai in puntata se non in qualche breve segmento nel backstage. Nella puntata di 205 Live dell'11 giugno Gable apparve a sorpresa nello show affrontando e sconfiggendo Gentleman Jack Gallagher per count-out. Nella puntata di SmackDown del 27 agosto Gable sconfisse Shelton Benjamin (suo ex-compagno di team) negli ottavi di finale del King of the Ring. Nella puntata di SmackDown del 3 settembre Gable sconfisse Andrade nei quarti di finale del King of the Ring. Nella puntata di SmackDown del 10 settembre Gable sconfisse anche Shane McMahon (sostituto di Elias) nella semifinale del King of the Ring in un 2-out-of-3 Falls match per 2-0 arbitrato da Kevin Owens, qualificandosi di conseguenza per la finale. Nella puntata di Raw del 16 settembre Gable affrontò Baron Corbin nella finale del torneo ma venne sconfitto. Il 6 ottobre, a Hell in a Cell, Gable sconfisse King Corbin. Nella puntata di SmackDown dell'11 ottobre Gable adottò il ringname Shorty Gable e venne sconfitto da King Corbin (appartenente al roster di Raw). Nella puntata di SmackDown del 18 ottobre Shorty G (accorciamento del suo precedente nome) sconfisse Curtis Axel. Il 31 ottobre, a Crown Jewel, Shorty G, Ali, Ricochet, Roman Reigns e Rusev sconfissero Bobby Lashley, Drew McIntyre, King Corbin, Randy Orton e Shinsuke Nakamura. Il 24 novembre, a Survivor Series, Shorty G partecipò al tradizionale 5-on-5-on-5 Survivor Series Elimination match contro il Team Raw e il Team NXT ma venne eliminato da Kevin Owens. Nella puntata di SmackDown del 6 dicembre Shorty G fece coppia con Mustafa Ali, e i due parteciparono ad un Fatal 4-Way Tag Team Elimination match per determinare gli sfidanti allo SmackDown Tag Team Championship del New Day (Big E e Kofi Kingston) ma vennero eliminati dai Revival. Il 26 gennaio, nel Kick-off della Royal Rumble, Shorty G venne sconfitto da Sheamus. Nella puntata di SmackDown del 29 maggio Shorty G tornò dopo una lunga assenza partecipando ad una 10-man Battle Royal per ottenere il posto vacante nelle semifinali del torneo per il vacante Intercontinental Championship ma venne eliminato da Cesaro (che a sua volta era già stato eliminato dallo stesso Shorty G); poco più tardi, quella stessa sera, Shorty G sconfisse Cesaro. Nella puntata di SmackDown del 24 luglio Shorty G partecipò ad un Fatal 4-Way match per determinare lo sfidante all'Intercontinental Championship di AJ Styles che comprendeva anche Drew Gulak, Gran Metalik e Lince Dorado ma il match venne vinto da Metalik. Nella puntata di SmackDown del 23 ottobre Shorty G venne pesantemente sconfitto da Lars Sullivan; subito dopo, Shorty G riadottó il suo vecchio nome Chad Gable. Il 22 novembre, nel Kick-off di Survivor Series, Gable partecipò ad una Battle Royal tra Raw e SmackDown ma venne eliminato per terzultimo da Dominik Mysterio.

#### Alpha Academy (2020–2024)
Nella puntata di SmackDown dell'11 dicembre Gable si alleò con Otis, facendogli da "allenatore" e formando l'Alpha Academy, e i due vennero sconfitti da Cesaro e Shinsuke Nakamura. Il 20 dicembre, nel Kick-off di TLC: Tables, Ladders & Chairs, Gable, Big E, Daniel Bryan e Otis sconfissero Cesaro, King Corbin, Sami Zayn e Shinsuke Nakamura. Nella puntata di SmackDown del 19 febbraio Otis e Gable vennero sconfitti da Dominik e Rey Mysterio per squalifica a causa del turn heel di Otis, che attaccò Mysterio ripetutamente su istigazione di Gable. Nella puntata di SmackDown del 9 aprile Otis e Gable presero parte ad un Fatal 4-Way Tag Team match valevole per lo SmackDown Tag Team Championship detenuto da Dolph Ziggler e Robert Roode e comprendente anche Dominik e Rey Mysterio e gli Street Profits ma il match venne vinto dai campioni. Nella puntata di SmackDown del 30 luglio Gable affrontò Reggie per il 24/7 Championship ma venne sconfitto per squalifica a causa dell'intervento di Otis. Il 1º ottobre, per effetto del Draft, Gable e Otis passarono al roster di Raw. Nella puntata di Raw del 25 ottobre Gable e Otis parteciparono ad un Triple Threat Tag Team match contro Dolph Ziggler e Robert Roode e gli Street Profits per un'opportunità titolata immediata per il Raw Tag Team Championship degli RK-Bro ma il match venne vinto da Ziggler e Roode. Il 21 novembre, a Survivor Series, Gable prese parte ad una Battle Royal dedicata a The Rock ma venne eliminato. Nella puntata di Raw del 6 dicembre l'Alpha Academy partecipò ad un torneo per determinare gli sfidanti al Raw Tag Team Championship degli RK-Bro ma vennero eliminati da Dominik e Rey Mysterio. Nella puntata di Raw del 10 gennaio l'Alpha Academy trionfò sugli RK-Bro vincendo il Raw Tag Team Championship per la prima volta (per Gable è il secondo regno come campione). Il 29 gennaio, a Royal Rumble, Gable partecipò al match omonimo entrando col numero 13 ma venne eliminato da Rick Boogs. Nella puntata di Raw del 7 marzo l'Alpha Academy perse i titoli di coppia a favore degli RK-Bro in un Triple Threat Tag Team match che comprendeva anche Kevin Owens e Seth Rollins dopo 56 giorni di regno. Il 3 aprile, nella seconda serata di WrestleMania 38, l'Alpha Academy prese parte ad un Triple Threat Tag Team match per il Raw Tag Team Championship che comprendeva a che i campioni, gli RK-Bro, e gli Street Profits ma il match venne vinto dai primi. Il 3 settembre, nel Kick-off di Clash at the Castle, l'Alpha Academy e Theory vennero sconfitti dagli Street Profits e Madcap Moss. Il 28 gennaio, alla Royal Rumble, partecipò all'incontro omonimo entrando col numero 8 ma venne eliminato da Brock Lesnar. Il 1º aprile, a WrestleMania 39, l'Alpha Academy prese parte ad un Fatal 4-Way match insieme a Braun Strowman e Ricochet, gli Street Profits e i Viking Raiders ma il match venne vinto dai Profits. Il 5 agosto, a SummerSlam, prese parte ad una battle royal ma venne eliminato da Bronson Reed. Il 7 agosto, a Raw, vinse un fatal four-way match per determinare lo sfidante di Gunther per l'Intercontinental Championship che comprendeva anche Matt Riddle, Ricochet e Tommaso Ciampa. Nella puntata di Raw del 21 agosto riuscì a sconfiggere Gunther per count-out senza tuttavia vincere il titolo intercontinentale, mentre il 4 settembre, nella rivincita, venne sconfitto fallendo l'assalto al titolo. Nella puntata di Raw del 9 ottobre prese parte ad un triple threat match insieme a Bronson Reed e Ricochet per un'opportunità all'Intercontinental Championship di Gunther ma a vincere fu Reed. Il 21 novembre, ad NXT, affrontò Noam Dar per l'NXT Heritage Cup ma il loro british rounds rules match terminò sull'1-1, con Dar che rimase dunque campione.
Nella puntata di Raw dell'11 marzo prese parte ad un gauntlet match per determinare lo sfidante di Gunther per l'Intercontinental Championship a WrestleMania XL ma venne eliminato per ultimo da Sami Zayn.
Dopo Wrestlemania, Gable iniziò una faida con il campione Intercontinentale Sami Zayn, ma venne sconfitto sia a King and Queen of the Ring, sia a Clash at the Castle. La sera dopo l'evento scozzese, a Raw, Gable venne attaccato da Otis, stanco dei continui abusi verbali e non che lui, insieme ai compagni Akira Tozawa e Maxxine Dupri aveva dovuto subire. La stessa sera, Gable è stato trovato con una profonda ferita alla testa, attaccato dalla Wyatt Sicks di Uncle Howdy.

#### American Made e El Grande Americano (2024–presente)
Dopo essere stato abbandonato dall'Alpha Academy Gable ha formato insieme ai Creed Brothers l'American Made, iniziando poi una rivalità con la Wyatt Sicks. Il primo match è avvenuto il 5 agosto a Raw dove Gable e i Creed Brothers vengono sconfitti da Dexter Lumis, Joe Gacy e Erick Rowan. Nella puntata di Raw del 26 agosto, affrontò Uncle Howdy uscendone sconfitto. In seguito, Ivy Nile si unisce alla stable, la quale perde in un mixed 8 person street fight contro la Wyatt Sicks.
Nell'episodio di Raw del 13 gennaio 2025, Gable perse contro Penta al suo debutto. Dopo la sconfitta, iniziò una trama in cui intraprese una "ricerca" per scoprire i modi della Lucha libre. Settimane dopo, tornò in televisione indossando una tradizionale maschera da lucha libre e lottando sotto il nome di "El Grande Americano", il tutto negando di essere lui sotto la maschera. Il personaggio ebbe un'accoglienza negativa dal pubblico messicano della WWE, che lo percepì come un insulto alla lucha libre. Gable, nei panni di El Grande Americano, sconfisse Rey Fénix a WrestleMania 41, che sostituì l'infortunato Rey Mysterio. Sempre nei panni di El Grande Americano, sconfisse Dragon Lee per vincere il WWE Speed Championship durante la puntata di Speed del 7 maggio, il suo primo titolo da singolo. A Backlash, la sua interferenza costa il match per il WWE Intercontinental Championship a Penta.
Nella puntata del 26 maggio di Raw Gable prende parte a un triple threat match per la qualificazione al Money in the Bank Ladder match dove viene sconfitto ancora da Penta. La settimana seguente ebbe un'altra possibilità per qualificarsi al Money in the Bank Ladder match, questa volta con la gimmick del "El Grande Americano" riuscì a vincere il triple threat match contro CM Punk e AJ Styles.

## Vita privata
Charles Betts è sposato dal 2011 con Kristi Oliver, dalla quale ha avuto tre figli.

## Personaggio

### Mosse finali
- Ankle lock
- O'Connor roll seguito da un German suplex

## Titoli e riconoscimenti
- Pro Wrestling Illustrated

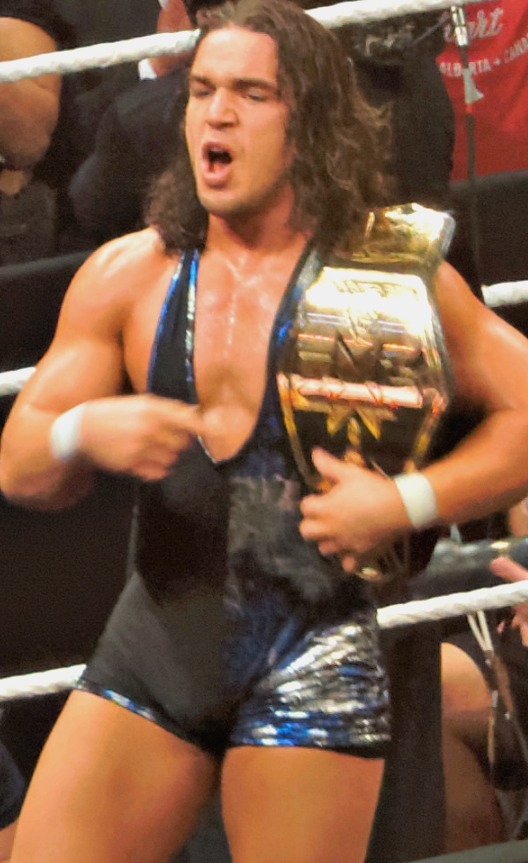
Chad Gable con l'NXT Tag Team Championship

  - 83º tra i 500 migliori wrestler singoli nella PWI 500 (2019)[30]
- Rolling Stone
  - Most Promising Youngster of the Year (2017)
- WWE
  - WWE Raw Tag Team Championship (2) – con Bobby Roode (1) e Otis (1)
  - WWE SmackDown Tag Team Championship (1) – con Jason Jordan
  - NXT Tag Team Championship (1) – con Jason Jordan
  - WWE Speed Championship (1)[26]
- Wrestling Observer Newsletter
  - Rookie of the Year (2015)[31]
  - Most Underrated (2019)
  - Worst Gimmick (2019)